# Grand Teton National Park
Grand Teton National Park is een nationaal park in Wyoming in de Verenigde Staten, ten zuiden van Yellowstone. Het park is genoemd naar de Grand Teton, een van de bergen van het Tetongebergte, 4197 meter hoog en de hoogste berg van het park. Het park omvat een groot deel van de onderliggende vallei, de Jackson Hole. Het Tetongebergte heeft zijn naam gekregen van een Franse pelsjager, die ze tétons noemde, Frans voor tepel. Het park heeft een oppervlakte van 1255 km² en is sinds 26 februari 1929 een nationaal park. Er is bijna 320 km aan wandelpaden in het park.

## Geografie

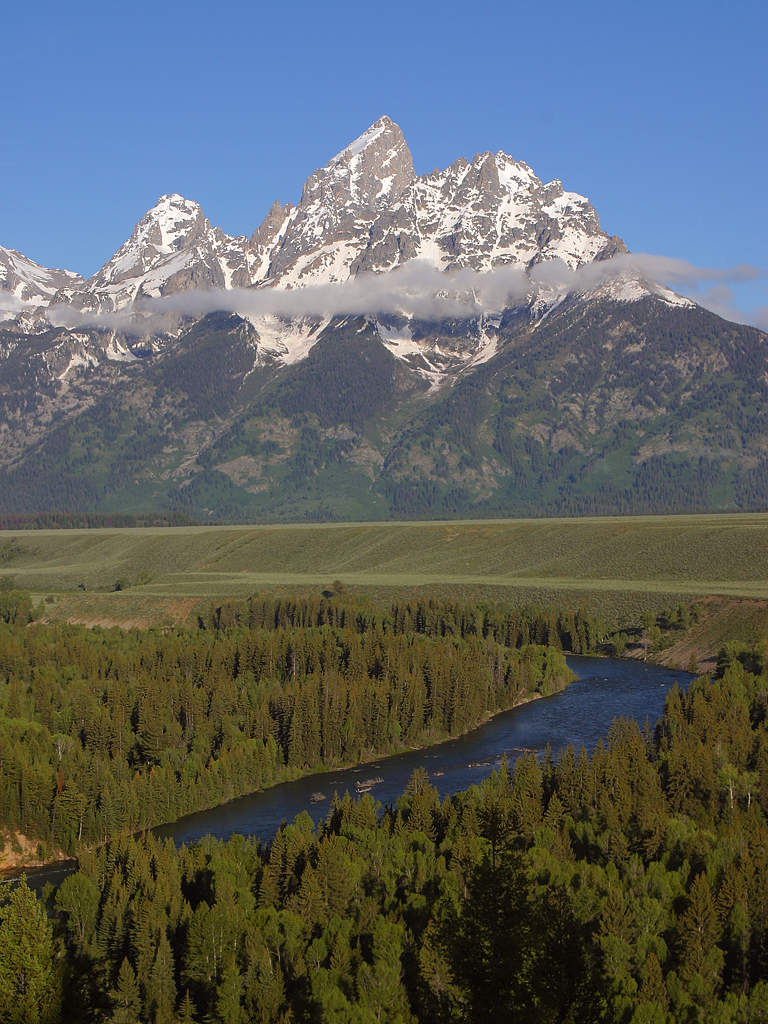
Grand Tetons en de Snake

De bergketen van de Grand Teton is onderdeel van de Rocky Mountains en is eveneens noord-zuid-georiënteerd. Rondom het gebergte bevinden zich geen heuvels. De Grand Teton is namelijk gevormd door het omhoog wellen van de aardmantel. Hierbij werd gebied waar nu de bergketens liggen omhoog geduwd, terwijl de vallei ernaast, Jackson Hole, 9100 meter naar beneden zakte en een slenk vormde. Door de erosie van de bergen en doordat de vallei grotendeels gevuld is met sediment, is het hoogteverschil tussen de bergen en de vallei 2350 meter.
De bergketen heeft haar huidige aanblik gekregen doordat gletsjers U-vormige valleien (trogdalen) hebben achtergelaten. Hoger in het gebergte hebben de gletsjers keteldalen, afgegrensd door morenes, arêtes en pieken gevormd. Tussen de puinwaaiers in de vallei zijn meer dan 100 meren gevormd, waarvan Jackson Lake, afgedamd door de morene van een grote gletsjer, het grootste is met een oppervlakte van 103,4 km² en een diepte van 134 meter. Het kleinere Jenny Lake ligt iets zuidelijker.
Door de vallei loopt de Snake. Deze rivier ontspringt deels in de Teton Wilderness in Yellowstone National Park ten noorden van Grand Teton National Park. Ze wordt gevoed door drie zijrivieren, namelijk de Pacific Creek, de Buffalo Fork en de Gros Ventre. Na 1674 kilometer mondt de Snake als voornaamste zijrivier uit in de Columbia.

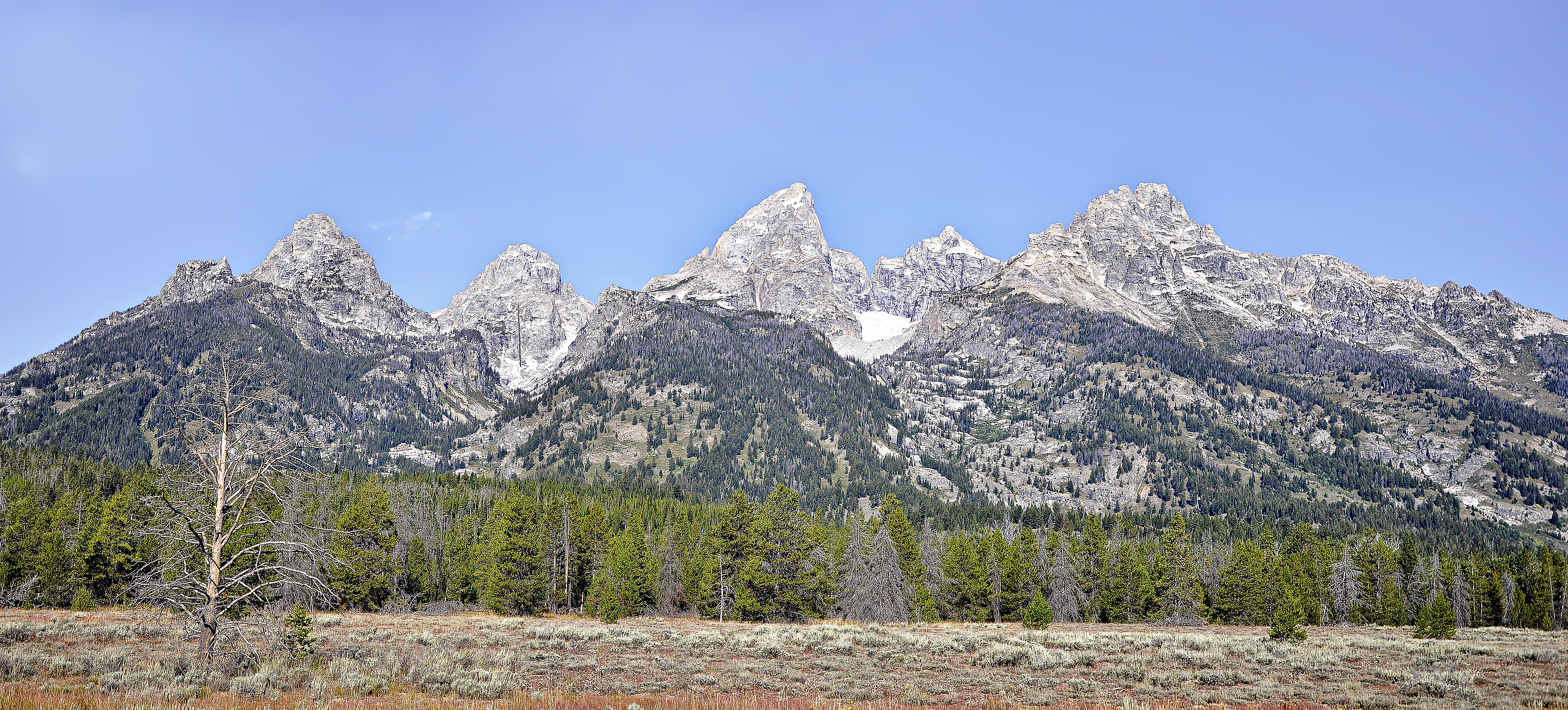
Van links naar rechts: Nez Perce Peak, Middle Teton, Grand Teton, Mount Owen en Teewinot Mountain

Het klimaat in het park is een steppeklimaat, met als hoogste temperatuur in de zomer 34 °C en als laagste temperatuur in de winter −43 °C. Gemiddeld valt er 490 cm sneeuw per jaar en 250 mm regen. Het park is meestal tussen begin november en eind april bedekt met sneeuw.

## Menselijke geschiedenis

### Prehistorie

Panorama over het meer Jackson Lake en de bergkam van de Teton

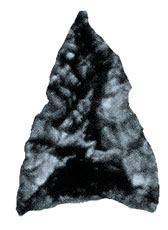
Pijl van obsidiaan

In de prehistorie trokken jager-verzamelaars door Jackson Hole. Ze verzamelden eetbare planten en jaagden op kuddes wild met behulp van een atlatl, een instrument om een speer met meer kracht mee te werpen. Hun eerste sporen zijn ongeveer 11.000 jaar oud. In die tijd hadden de gletsjers zich net teruggetrokken uit Jackson Hole. In het zuidelijke deel van de vallei was obsidiaan te vinden, waarvan speerpunten gemaakt werden.

### Blanke exploratie
De eerste blanke die Grand Teton gezien zou hebben volgens de overlevering, was John Colter. Deze veteraan van de Lewis en Clark expeditie zou in de winter van 1807-1808 door Jackson Hole zijn getrokken onderweg naar Indianenstammen, om hen te interesseren voor de bonthandel. Hoewel het onduidelijk is of Colter daadwerkelijk door Jackson Hole is getrokken, is het wel zeker dat een groep pelsjagers in 1811-1812 de drie prominentste pieken van de Teton-bergkam gezien hebben. Sindsdien werden ze door expedities van pelsjagers als baken gebruikt. De naam Tetons werd in de jaren 1830 al veelvuldig gebruikt. Diepe valleien omzoomd door bergen werden hole (gat) genoemd. David Jackson, een pelsjager, gaf zijn naam aan de vallei aan de voet van de Tetons.
Rond 1860 werd Jackson Hole onderzocht door een door de regering georganiseerde militaire expeditie onder leiding van kapitein W.F. Raynolds. Het doel van de expeditie was het onderzoeken van de aantallen, gewoonten en aard van de indianen in het gebied, evenals het onderzoeken van mogelijkheden tot landbouw, de aanwezige mineralen, het klimaat en de mogelijkheid om een spoorweg aan te leggen. Raynolds concludeerde dat het gebied te bergachtig was voor een spoorweg.
Ook goudzoekers vonden tijdens de goudkoorts niet wat ze zochten in Jackson Hole, waardoor het gebied gespaard is van een invasie van mijnwerkers.

### Kolonisatie
Vanaf 1884 kwamen ook homesteaders in Jackson Hole wonen. Amerikanen mochten naar aanleiding van de Homestead Act een stuk land van 65 hectare hebben, wanneer ze het ontgonnen, ten minste vijf jaar als landbouwgrond gebruikten en er een huis van minimaal 3,6 bij 4,3 meter op bouwden. Jackson Hole was een minder populair gebied voor homesteaders vanwege de afgelegen ligging, de hoogte en het ongunstige klimaat. Toch groeide de bevolking van 60 mensen in 1890 tot 600 in 1900, waarmee ook scholen, een postkantoor en een sheriff kwamen. Tussen 1908 en 1919 werden de meeste homesteads aangevraagd. Hoewel de wet in eerste instantie bedoeld was om landbouw te stimuleren, werden ook gebieden geclaimd voor veeteelt en voor het uitoefenen van andere beroepen en doeleinden, zoals het opzetten van een veerdienst en toerisme.

### Ontstaan van het nationale park

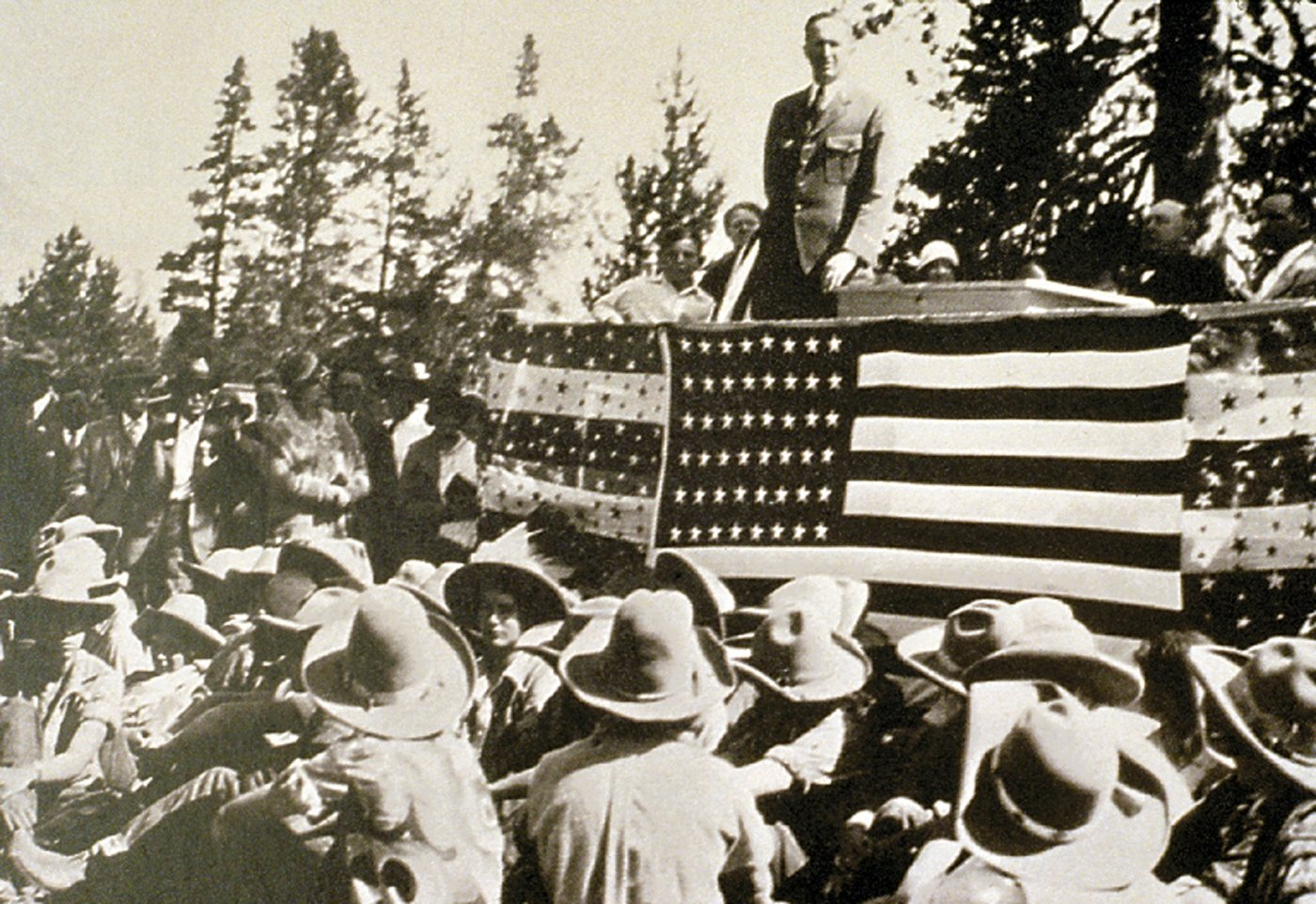
Uitroeping van het nationale park Grand Teton in 1929

In 1891 werd een wet aangenomen die het de regering mogelijk maakte land te reserveren voor natuurbehoud, waarmee dit land niet meer beschikbaar was voor ontginning. Als gevolg daarvan werd in 1897 het Teton Forest Reserve opgericht. Enkele jaren later werd ingesteld dat een vergunning nodig was om hout te hakken of vee te laten grazen op ongeclaimde grond. Ook stropen werd verboden.
De regeringsinstantie die zich bezighield met het toezicht op beschermde bossen, de Forest Service, rekruteerde boswachters uit de lokale bevolking, waardoor de ingestelde regels werden geaccepteerd. In 1929 werd Grand Teton National Park uitgeroepen, bestaande uit de Teton bergkam en zes gletsjermeren aan de voet van de bergen. Het Jackson Hole National Monument, uitgeroepen in 1943, een aantal andere gebieden die eigendom waren van de staat en een gift van John D. Rockefeller van 142 km² werden in 1950 samengevoegd met het originele park.

## Flora en fauna

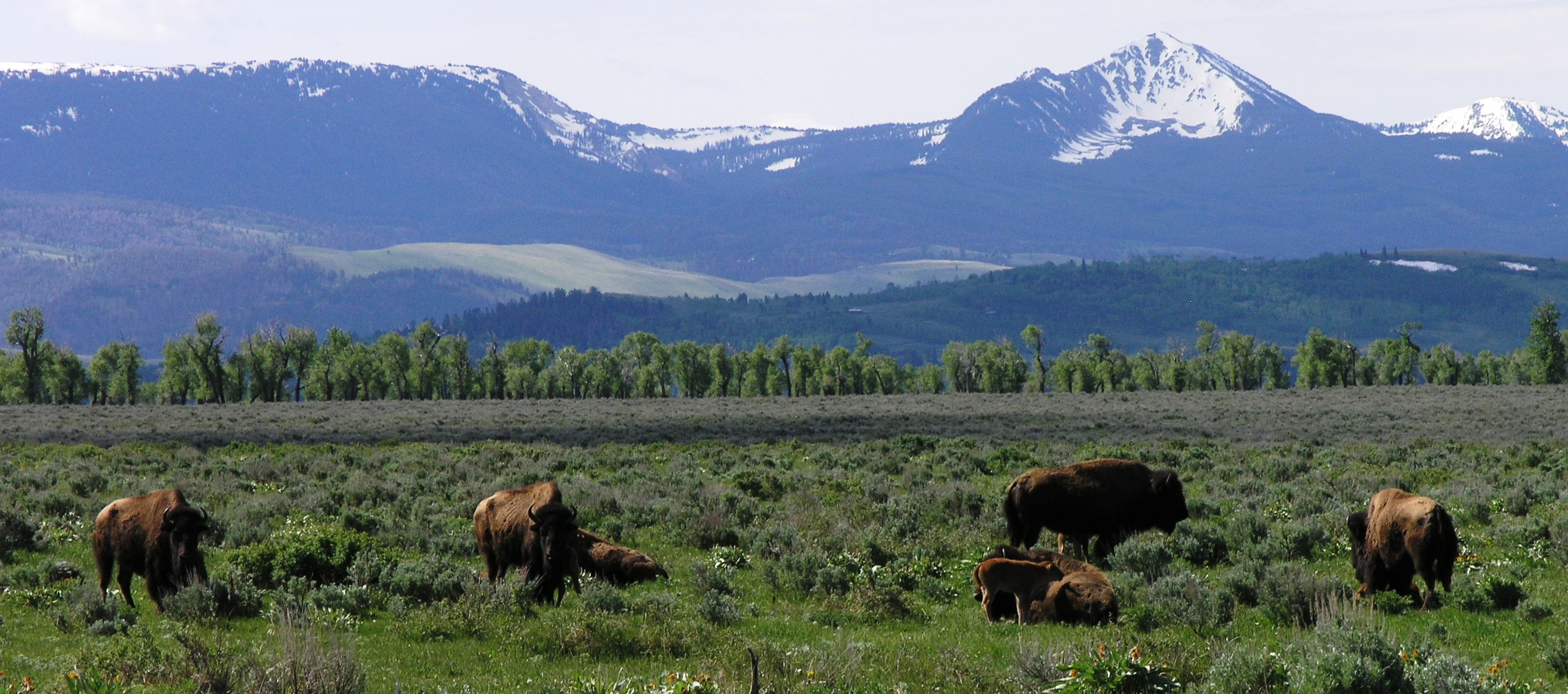
Bizons in Jackson Hole

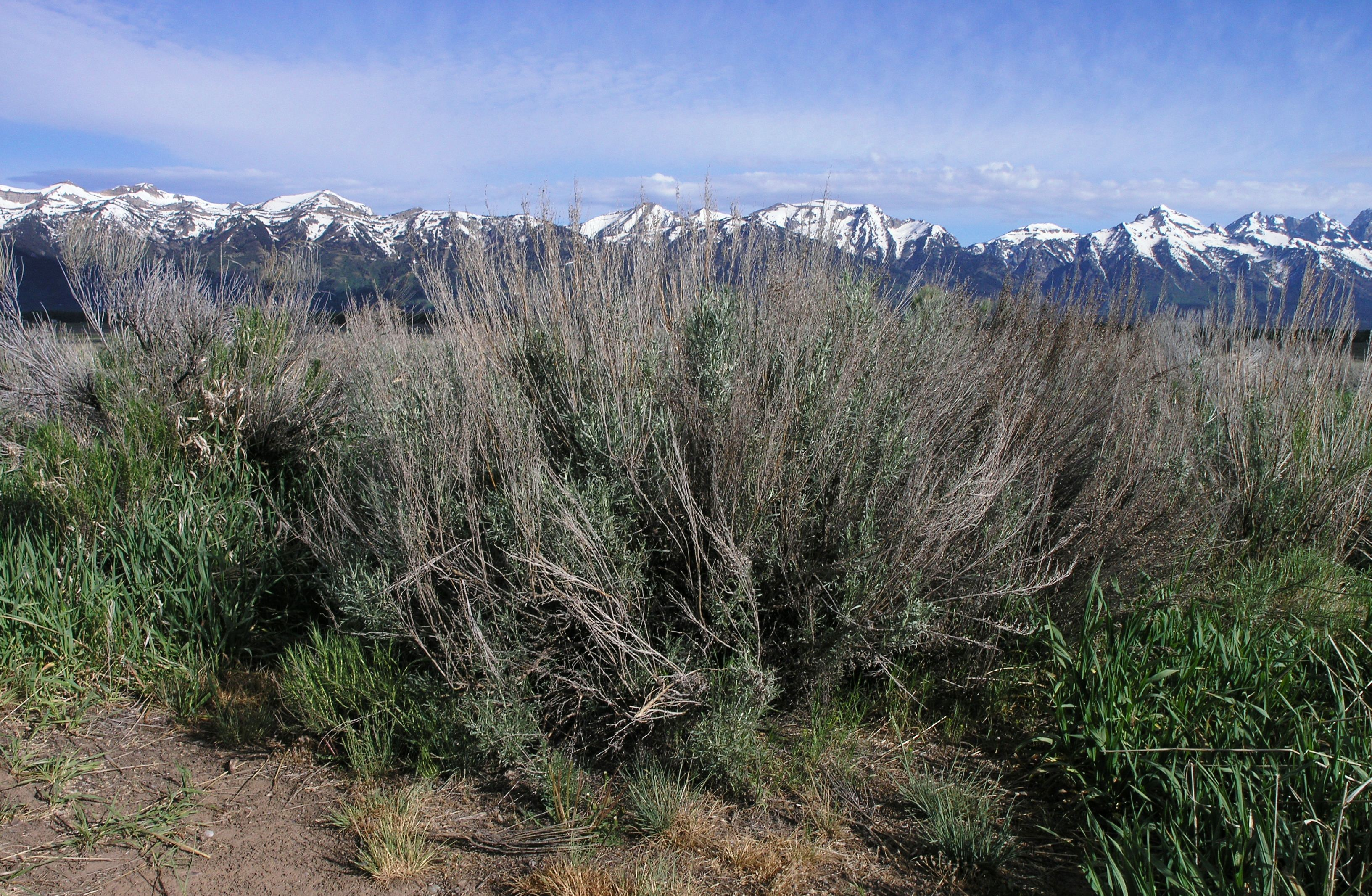
Alsem in Jackson Hole

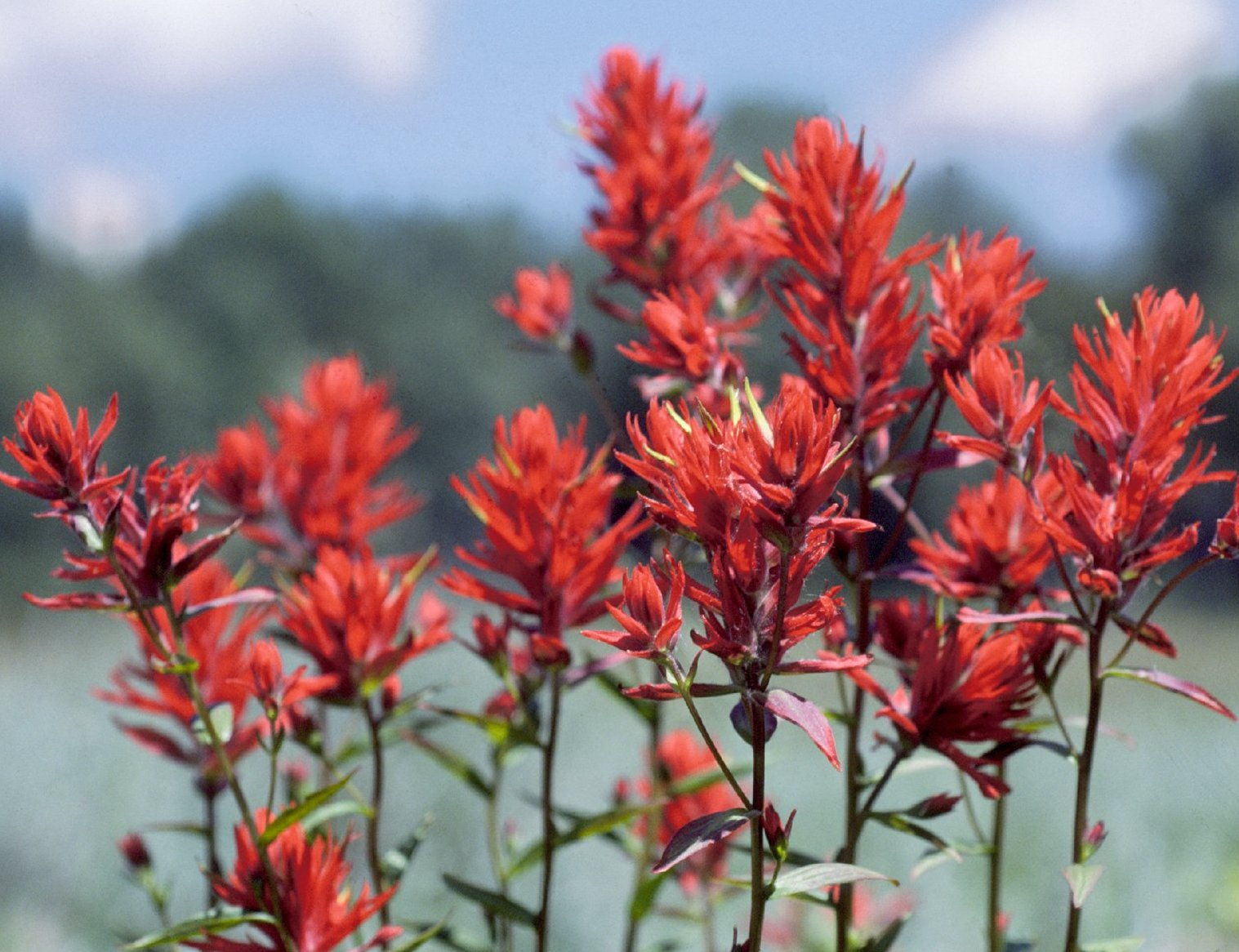
Castilleja

De begroeiing in Grand Teton National Park hangt af van de ondergrond, de hellingsgraad, de hoogte en de vochtigheid en is grofweg te verdelen in vier categorieën. Ook het voorkomen van dieren volgt ruwweg uit deze indeling.
De bodem van Jackson Hole bestaat uit losse, rotsachtige bodem die makkelijk water doorlaat. Hier groeit vooral alsem (sagebrush), een stugge, sterke struiksoort met zilvergrijze wigvormige bladeren met gele bloemen die vooral in de droge gebieden in het westen van de Verenigde Staten groeien. Ook ridderspoor en castilleja komen voor.
In de vallei grazen gaffelbokken, bizons en wapiti's. Dassen graven burchten, terwijl coyotes op jacht gaan naar grondeekhoorns.
Langs de Snakerivier en in moerassen groeien wilgen, zwarte populieren en blauwsparren. In vochtige weilanden groeien grassen, zegge en allerlei wilde bloemen, zoals het wilgenroosje, de akelei en monnikskap. In de rivieren wonen rivierotters, bevers en muskusratten. Elanden, bizons, muildierherten en coyotes profiteren van de veiligheid in de bosrijke gebieden en de nabijheid van drinkwater. In de meren leeft de trompetzwaan. De tijgersalamander leeft in poeltjes met een modderbodem. De gewone kousenbandslang is een veel voorkomende slang in het park.
In de kloven en op de hellingen bevindt zich een dikkere laag aarde die vocht vast kan houden. Daardoor kunnen er bomen groeien. Coniferen zoals de douglasspar zorgen voor de donkergroene kleur van de hellingen.
In de bossen zoeken wapiti's en muildierherten schaduw. Amerikaanse hazen eten er grassen en varens. Marters leven voornamelijk in bomen en eten Amerikaanse rode eekhoorns. De Amerikaanse zwarte beer is een omnivoor. Hoewel hij weleens een knaagdier of een jong hoefdier doodt, eet hij voornamelijk grassen, kruiden en vruchten, maar ook insecten zoals bijen en termieten.
Zelfs op de hoge, grijze rotsen van de bergpieken is begroeiing. De planten zijn aangepast aan de moeilijke condities, zoals wind, sneeuw, weinig aarde, snelle en grote temperatuurschommelingen en een kort groeiseizoen. Deze planten groeien vaak in matten, zoals het Alpen vergeet-mij-nietje, de stengelloze silene en jakobsladder. Ook worden er korstmossen gezien. Dikhoornschapen kunnen hier overleven, net als geelbuikmarmotten en fluithazen of pika's.